# Мононенасыщенные жиры
Мононенасыщенные жиры — жирные кислоты, имеющие одну двойную связь в цепи жирных кислот, при том что все остальные атомы углерода имеют одинарную связь. Напротив, полиненасыщенные жиры имеют более одной двойной связи.

## Молекулярное описание
Жирные кислоты представляют собой длинноцепочечные молекулы, имеющие алкильную группу на одном конце и группу карбоновой кислоты на другом. Вязкость (толщина) жирных кислот и температура плавления увеличиваются с уменьшением числа двойных связей. Поэтому мононенасыщенные жирные кислоты имеют более высокую температуру плавления, чем полиненасыщенные жирные кислоты, и более низкую температуру плавления, чем насыщенные жирные кислоты. Мононенасыщенные жирные кислоты жидкие при комнатной температуре и полутвердые или твердые в охлаждённом состоянии.
Распространенными мононенасыщенными жирными кислотами являются пальмитолеиновая кислота, цис-вакценовая кислота и олеиновая кислота. Пальмитолеиновая кислота имеет 16 атомов углерода, причем первая двойная связь находится на расстоянии 7 атомов углерода от метильной группы (и 9 атомов углерода от карбоксильного конца). Олеиновая кислота содержит 18 атомов углерода, причем первая двойная связь находится на расстоянии 9 атомов углерода от группы карбоновой кислоты.

## Влияние на здоровье
Одно крупномасштабное исследование показало, что увеличение потребления мононенасыщенных жиров и уменьшение потребления насыщенных жиров может улучшить чувствительность к инсулину, но только при низком общем потреблении жиров в рационе. Однако некоторые[уточнить] мононенасыщенные жирные кислоты могут способствовать резистентности к инсулину, тогда как полиненасыщенные жирные кислоты могут защищать от резистентности к инсулину. Исследования показали, что замена насыщенных жиров мононенасыщенными жирами в рационе связана с увеличением ежедневной физической активности и расходованием энергии в состоянии покоя. Большая физическая активность была больше связана с диетой, содержащей высокий уровень олеиновой кислоты, чем с диетой, содержащей пальмитиновую кислоту. Исследование показывает, что большее количество мононенасыщенных жиров приводит к уменьшению гнева и раздражительности.
Продукты, содержащие мононенасыщенные жиры, снижают уровень холестерина ЛПНП при одновременном возможном повышении уровня холестерина ЛПВП.
Уровни олеиновой кислоты наряду с другими мононенасыщенными жирными кислотами в мембранах эритроцитов были положительно связаны с риском рака молочной железы. Индекс насыщения одних и тех же мембран был обратно связан с риском развития рака молочной железы. Мононенасыщенные жиры и низкий уровень индекса насыщения в мембранах эритроцитов являются предикторами рака молочной железы в постменопаузе. Обе эти переменные зависят от активности фермента Stearoyl-CoA 9.
У детей потребление мононенасыщенных масел связано с более здоровым профилем липидов в сыворотке крови.
Средиземноморская диета включает в себя большое количество мононенасыщенных жиров. Люди в странах Средиземноморья потребляют больше общего жира, чем в странах Северной Европы, но большая часть жира находится в форме мононенасыщенных жирных кислот из оливкового масла и омега-3 жирных кислот из рыбы, овощей и некоторых видов мяса, таких как баранина, в то время как потребление насыщенных жиров по сравнению с ними минимально. Обзор 2017 года выявил доказательства того, что поддержание средиземноморской диеты может привести к снижению риска сердечно-сосудистых заболеваний, общей заболеваемости раком, нейродегенеративными заболеваниями, диабетом и ранней смерти.